# Berthold von Deimling
Berthold Karl Adolf von Deimling (Karlsruhe, 21. ožujka 1853. – Baden-Baden, 3. veljače 1944.) je bio njemački general i vojni zapovjednik. Tijekom Prvog svjetskog rata zapovijedao je XV. korpusom na Zapadnom bojištu. 

## Vojna karijera
Berthold von Deimling rođen je 21. ožujka 1853. u Karlsruheu. Sin je Gottfrieda Demlinga i Anne von Stöcklern zu Grünholzeck. Deimling je u prusku vojsku stupio kao dobrovoljac 1871. služeći u 113. pješačkoj pukovniji smještenoj u Freiburgu im Breisgau. U kolovozu 1875. služi u 85. pješačkoj pukovniji, dok od 1879. pohađa Prusku vojnu akademiju. U studenom 1883. promaknut je u poručnika, da bi u travnju 1885. bio imenovan pobočnikom u 23. pješačkoj brigadi. Godinu dana poslije, u travnju 1886., premješten je u 97. pješačku pukovniju, dok je u lipnju 1888. unaprijeđen u čin satnika. Od veljače 1891. služi u stožeru 1. pješačke divizije smještene u Königsbergu, da bi u rujnu te iste godine postao zapovjednikom bojne u 21. pješačkoj pukovniji. U ožujku 1893. ponovno se vraća u stožer 1. pješačke divizije, dok je u prosincu te iste godine promaknut u bojnika. U travnju 1895. Deimling je premješten u stožer XVI. korpusa, nakon čega od siječnja 1898. zapovijeda bojnom u 112. pješačkoj pukovniji. 
U srpnju 1900. Deimling je promaknut u čin potpukovnika, te je istodobno premješten na službu u odjel za mobilizaciju Glavnog stožera. U Glavnom stožeru služi iduće tri godine, do srpnja 1903., kada postaje zapovjednikom 112. pješačke pukovnije. U međuvremenu je, u listopadu 1902., promaknut u čin pukovnika. U svibnju 1904. Deimling je upućen u Njemačku Jugozapadnu Afriku gdje zapovijedajući 2. poljskom pukovnijom zaštitnih snaga sudjeluje u suzbijanju ustanka Herera. Nakon dopusta u studenom 1905. raspoređen je u službu u Glavni stožer, da bi šest mjeseci poslije u svibnju 1906. bio imenovan zapovjednikom svih njemačkih snaga u Njemačkoj Jugozapadnoj Africi. 
U ožujku 1907. Demling je dobio plemićki naslov, te je istodobno unaprijeđen u general bojnika. U studenom te iste godine postaje zapovjednikom 58. pješačke brigade kojom zapovijeda do veljače 1910. kada preuzima zapovjedništvo nad 29. pješačkom divizijom sa sjedištem u Karlsruheu. Istodobno s tim imenovanjem promaknut je u čin general poručnika. Nakon toga, u travnju 1913. postaje zapovjednikom XV. korpusa sa sjedištem u Strasbourgu na kojoj dužnosti dočekuje i početak Prvog svjetskog rata. U ožujku 1914. unaprijeđen je u generala pješaštva.

## Prvi svjetski rat
Na početku Prvog svjetskog rata XV. korpus ulazi u sastav 7. armije kojom je na Zapadnom bojištu zapovijedao Josias von Heeringen. Zapovijedajući XV. korpusom Deimling u sastavu 7. armije sudjeluje u Bitci u Loreni i Prvoj bitci na Aisnei. Nakon toga XV. korpus je premješten u Flandriju gdje Deimling sudjeluje u Prvoj i Drugoj bitci kod Ypresa. 
Tijekom 1916. Deimling sa XV. korpusom sudjeluje u Verdunskoj bitci u kojoj jedinice pod njegovim zapovjedništvom zauzimaju važnu francusku tvrđavu Fort Vaux za što je Deimling 28. kolovoza 1916. odlikovan ordenom Pour le Mérite. Nakon toga XV. korpus je premješten na sjeverniji dio Zapadnog bojišta gdje Deimling sudjeluje u Bitci na Sommi da bi potom XV. korpus bio premješten u sastav Armijskog odjela B koji je držao položaje oko Vosgesa. U svibnju 1917. Deimling je stavljen na raspolaganje, te je istodobno imenovan počasnim zapovjednikom 132. pješačke pukovnije. U studenom 1917. Deimling je konačno umirovljen.

## Poslije rata
Nakon završetka rata Deimling je postao uvjereni pacifist, te član upravnog odbora Njemačkog mirovnog društva. Također, 1919. postao je članom lijevo-liberalne Njemačke demokratske stranke. Preminuo je 3. veljače 1944. godine u 91. godini života u Baden-Badenu. Bio je oženjen s Elisabeth von Sperling s kojom je imao četiri kćeri.

## Vanjske poveznice
(eng.) Berthold von Deimling na stranici Firstworldwar.com

(eng.) Berthold von Deimling na stranici Prussianmachine.com

(njem.) Berthold von Deimling na stranici Deutschland14-18.de  Arhivirana inačica izvorne stranice od 18. srpnja 2011. (Wayback Machine)

(njem.) Berthold von Deimling na stranici Deutsche-biographie.de